# Vallées arpitanes du Piémont
Ne pas confondre avec les Vallées occitanes.
Les Vallées arpitanes du Piémont (arpitan : Valâdes arpitanes du Piemont) sont les parties d'amont des vallées du Nord-Ouest de la province de Turin, en Piémont (Italie), qui sont de tradition linguistique arpitane (dialecte valsoanin), comme la Vallée d'Aoste, la Savoie, la Bresse, le Valais. Elles couvrent un territoire de 1 589,06 km² avec 65 995 habitants.

## Vallées
Les huit vallées, du nord au sud, sont :
- Val Soana (Vâl Soana)
- Vallée de l'Orco (Vâl d'Orco)
- Vallées de Lanzo (Vâlades at Lans):
  - Val Grande (Vâl Grande)
  - Val d'Ala (Vâl d'Ala)
  - Val de Viù (Vâl di Viù)
- Val Cenise (Vâl Cenischia)
- Val de Suse (Vâl Susa), partie basse de la vallée
- Val Sangon (Vâl Sangon)

## Communes arpitanes du Piémont

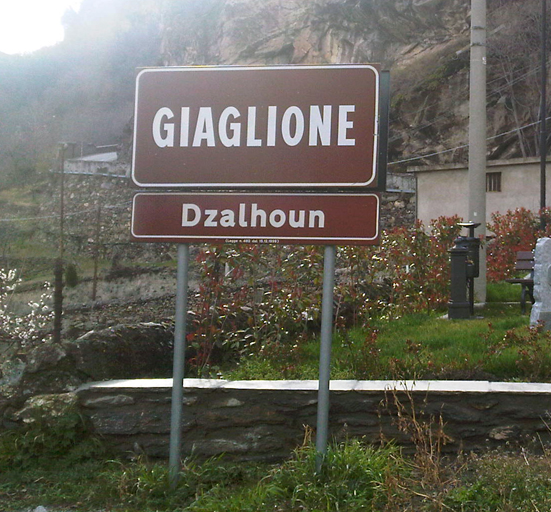
Signalisation bilingue italien/arpitan.

| Nom en arpitan | Nom en français     | Nom en italien        |
| -------------- | ------------------- | --------------------- |
| Ala            | Ala                 | Ala di Stura          |
| La Alpete      | L'alpette           | Alpette               |
| Bârmes         | Barmes              | Balme                 |
| Burgùn         | Bourgon             | Borgone Susa          |
| Bërsoel        | Brussol             | Bruzolo               |
| Busoulin       | Bussolin            | Bussoleno             |
| Karéma         | Carema              | Carema                |
| Séres          | Cérès               | Ceres                 |
| Sérisoles      | Cérisoles           | Cerisole Reale        |
| Tchialambèrt   | Chalambert          | Chialamberto          |
| Tsanuch        | Chanoux             | Chianocco             |
| Centuèiri      | Chantoire           | Cantoira              |
| Kiusa          | L'Écluse            | Chiusa di San Michele |
| Cuasöl         | Coasseul            | Coassolo Torinese     |
| Couvase        | Couvase             | Coazze                |
| Kundòve        | Condoue             | Condove               |
| Koeri          | Coery               | Corio                 |
| Frasinei       | Frassinet           | Frassinetto           |
| Gravere        | Gravière            | Gravere               |
| Gruskavà       | Groscaval           | Groscavallo           |
| L'Éngri        | L'Ingrie            | Ingria                |
| Dzalioun       | Jaillons            | Giaglione             |
| Dzavën         | Javein              | Giaveno               |
| Lans           | Lans-l'Hermitage    | Lanzo Torinese        |
| Leimia         | Lemie               | Lemie                 |
| Lukënna        | Locana              | Locana                |
| Màtie          | Mattie              | Mattie                |
| Meana          | Méans               | Meana di Susa         |
| Misinì         | Méseny              | Mezzenile             |
| Moutier        | Moutiers            | Monastero di Lanzo    |
| Frere Cenisio  | Mont-Cenis          | Moncenisio            |
| Mumpantia      | Montpantier         | Mompantero            |
| Nuachi         | Noasca              | Noasca                |
| Nonalésa       | Novalaise           | Novalesa              |
| Pisinài        | Pessinet            | Pessinetto            |
| Pont           | Pont                | Pont Canavese         |
| Riburdon       | Ribourdon           | Ribordone             |
| Ronc           | Ronc                | Ronco Canavese        |
| Rubiana        | Rubiane             | Rubiana               |
| Sen Didé       | Saint-Didier        | San Didero            |
| Sen German     | Saint-Germain       | Germagnano            |
| San Goeri      | Saint-Joire de Suse | San Giorio di Susa    |
| Sparon         | Sparon              | Sparone               |
| Souiza         | Suse                | Susa                  |
| Tràves         | Traves (Italie)     | Traves                |
| Usei           | Ussel               | Usseglio              |
| Voudjiň        | Valjoie             | Valgioie              |
| Vâlprà         | Valpré              | Valprato Soana        |
| Veno           | Vénaux              | Venaus                |
| Vilar Fuciard  | Villar-Fouchard     | Villar Focchiardo     |
| Vjy            | Vieu                | Viù                   |

## Sources
- Minoranze Linguistiche in Italia, Fiorenzo Toso, éd. Il Mulino, 2008, p. 116-122